# Норовы
Но́ровы — древний российский дворянский род, из новгородских бояр.
При подаче документов (05 мая 1688) для внесения рода в Бархатную книгу, была предоставлена родословная роспись Норовых.
Род внесён в VI часть родословных книг Курской, Московской, Пензенской, Рязанской и Саратовской губерний.

## Происхождение и история рода
Род Норовых происходит, по преданию, от выехавшего «из немец» в Новгород в середине XV века Василия Норова. Достоверным родоначальником Норовых был новгородский боярин Иродион Васильевич Норов, переведённый (1485) великим князем Иваном III на поместье в Коломну.

## Описание гербов

#### Герб Норовых 1785 г.
В Гербовнике Анисима Титовича Князева 1785 года имеется печать с изображением герба генерал-майора, слободско-украинского генерал-губернатора (1775), генерал-поручика (1783), правителя Харьковского наместничества (1780—1788) Дмитрия Артамоновича (Автомонович) Норова (1730—1788): в серебряном поле щита, имеющего овальную форму, изображены под наклоном две чёрные рыбы, мордами к середине и внизу их лапчатый крест. Щит увенчан дворянской короной (дворянский шлем и намёт отсутствуют). Вокруг щита изображение фигурной виньетки.

#### Герб. Часть VII. № 32.
Щит разделён перпендикулярно на две части, из которых в правой, в голубом поле, изображены три золотые шестиугольные звезды и между ними серебряный полумесяц, рогами вверх обращённый (польский герб Ксежиц). В левой части, в золотом поле, крестообразно положены две шпаги, остриями вниз. Щит увенчан дворянским шлемом и короной. Намёт на щите голубой, подложенный золотом. Девиз на гербе: лат. «Omnia si perdas animum servare memento» («Даже всё потеряв, помни о спасении души»). Герб Норовых изменялся.
Известен вариант герба Норовых с княжеской мантией, дворянской короной и девизом на латыни: «Если всё погубишь, помни о сохранении души», использовавшийся на книжном знаке министра народного просвещения Авраама Сергеевича Норова (1795—1869).

## Известные представители рода
- Норов Иона Григорьевич Усейн — сын боярский погиб под Кесью (1577).
- Норовы: Александр Никитич и Никита Григорьевич Дербиш — сыны боярские, погибли под Кесью (1577).
- Норов Дмитрий Иванович Гнедаш — воевода у Дураковских ворот Рязанской засеки (1602—1603).
- Норов Василий Иванович — за московское осадное сиденье пожалован поместьем (1610).
- Норовы: Фёдор и Семён Молчановичи, Александр Ратаев, Фёдор Усеинович — коломенские городовые дворяне (1627—1629).
- Норовы: Пётр и Марк Дмитриевичи — погибли под Смоленском (1634).
- Норов Ефим Маркович — стряпчий (1658—1676).
- Норов Афанасий Фёдорович — московский дворянин (1658).
- Норов Дмитрий — воевода в Сапожке (1664).
- Норов Семён Афанасьевич — стряпчий (1665—1668), стольник (1686—1692).
- Норов Василий Сидорович — воевода в Инсаре (1670—1680).
- Норовы: Сидор Савинович, Прохор Дементьевич, Перфилий Дмитриевич, Лев Васильевич, Марк Лукьянович, Дмитрий Молчанов, Воинфантий Афанасьевич — московские дворяне (1671—1694).
- Норов Василий Саввинович — погиб под Чегирином (1682).
- Норов Ефим Сидорович — стольник царицы Прасковьи Фёдоровны (1686), стольник (1687—1692).
- Норов Михаил Васильевич — стольник царицы Прасковьи Фёдоровны (1686—1692).
- Норовы: Самойло Афанасьевич и Денис Дементьевич — стряпчие (1692).
- Норов Гаврила Васильевич — стольник (1696)[6][7][8].